# 尾道糸崎港
尾道糸崎港（おのみちいとざきこう）は、広島県尾道市・三原市糸崎町・福山市松永地区にある港湾。港湾管理者は広島県。尾道港区・糸崎港区・松永港区からなる。港湾法上の重要港湾に指定されている。このほか港則法上の特定港、関税法上の開港にも指定されている。

## 尾道港区

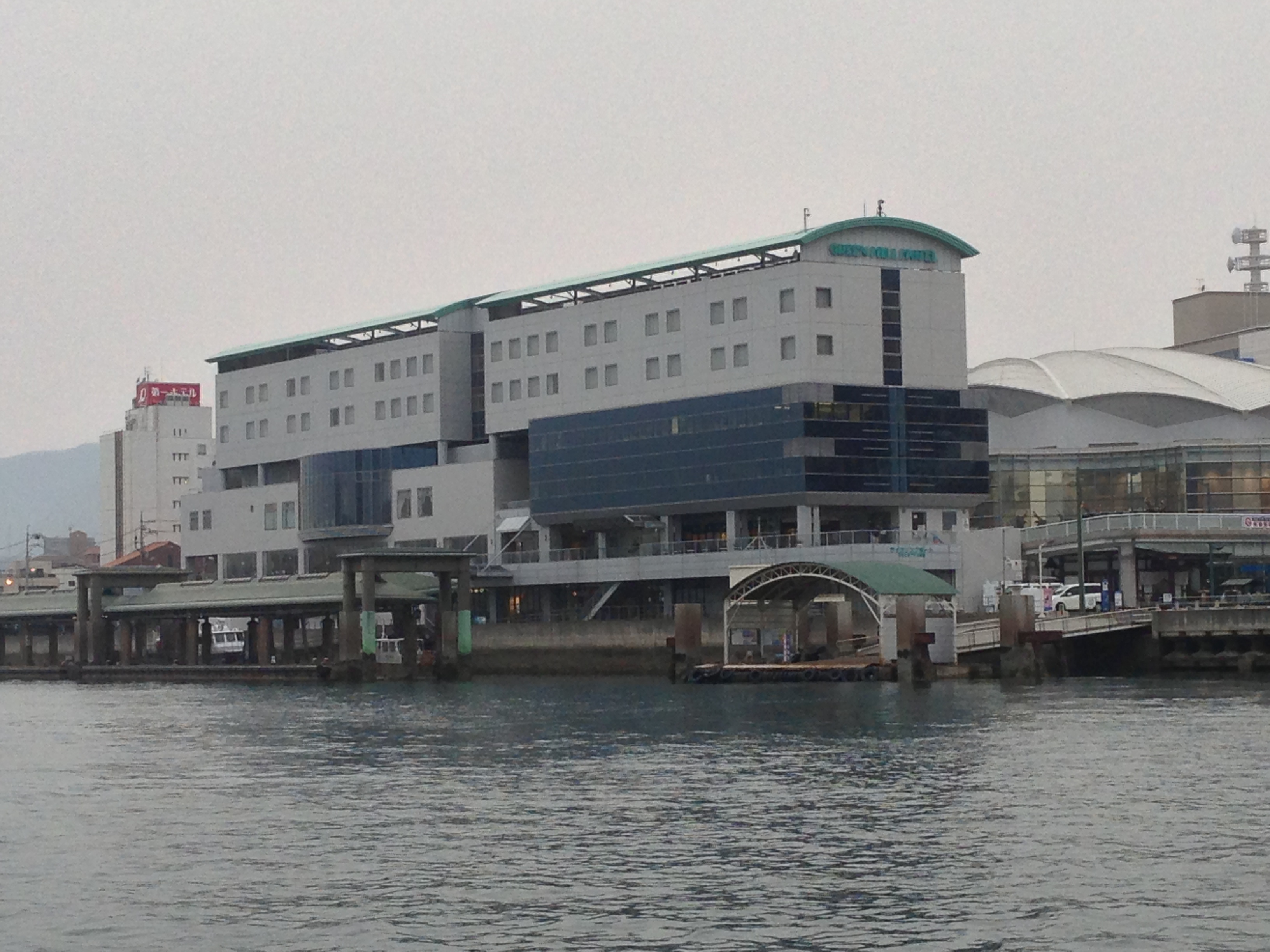
尾道港

尾道市（本州）と向島間の尾道水道と呼ばれる海域にあり、古くから天然の良港として発展した。歴史は古く、聖徳太子が浄土寺を開いたとされる616年頃にはすでに港として機能していたと言われている。1741年より係留施設が築造され、現在の尾道港の原型が出来上がった。1927年（昭和2年）11月に第2種重要港湾に指定され、同年12月10日にはすでに関税法上の開港に指定されていた糸崎港が尾道糸崎港に改称された。2000年（平成12年）12月には、尾道港の再開発事業が完成した。かつて尾道港は、瀬戸内海の島々や今治港に向かう多くの航路があったが架橋（西瀬戸自動車道）などの影響で廃止された。
尾道港一帯は2010年3月21日にみなとオアシスの登録をしていて、ONOMICHI U2（西御所県営上屋2号）を代表施設とするサイクリングポートみなとオアシス尾道として観光交流拠点ともなっている。
「尾道みなとまちづくり」で、平成21年度手づくり郷土賞受賞。

### 航路

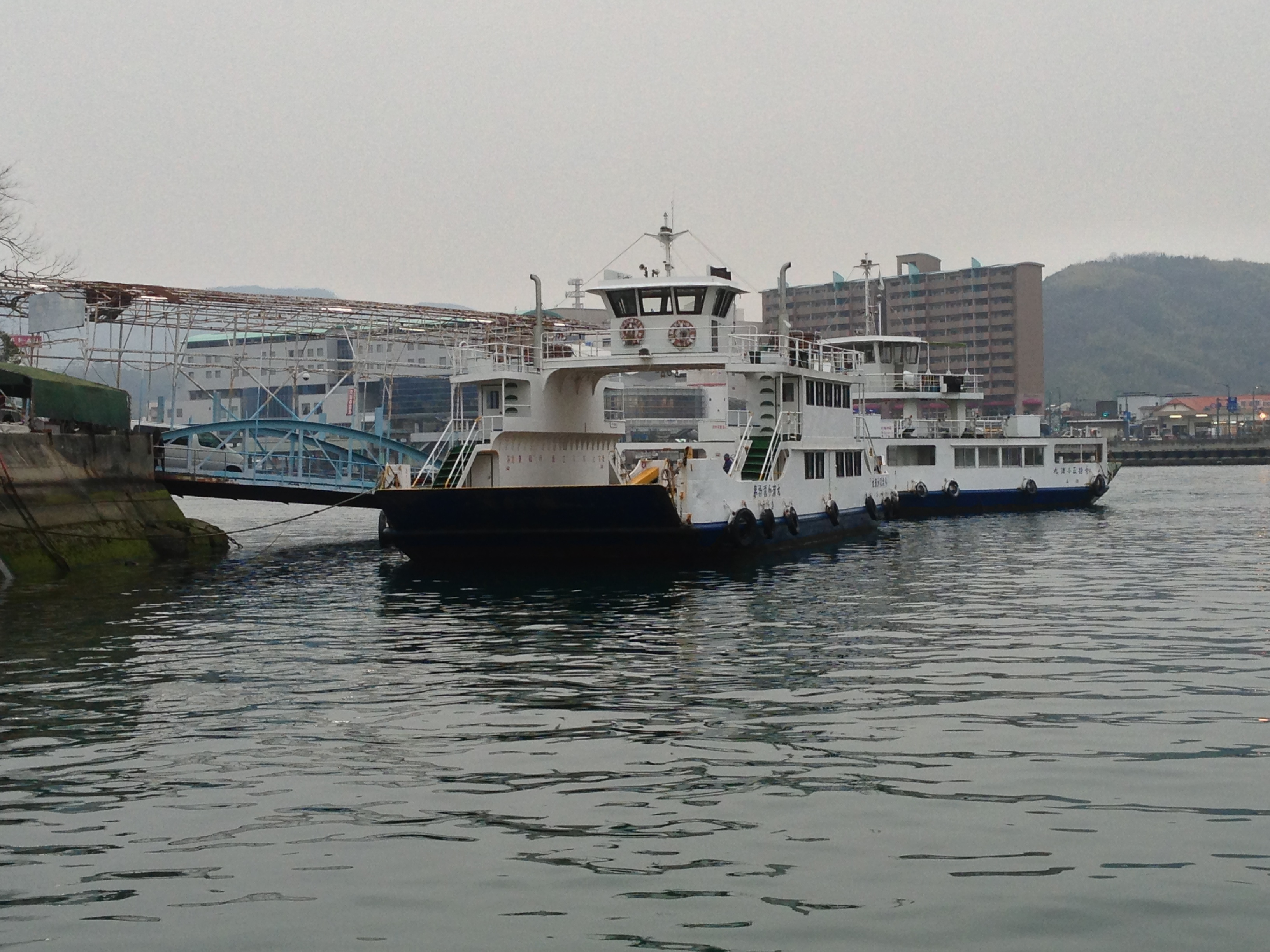
福本渡船

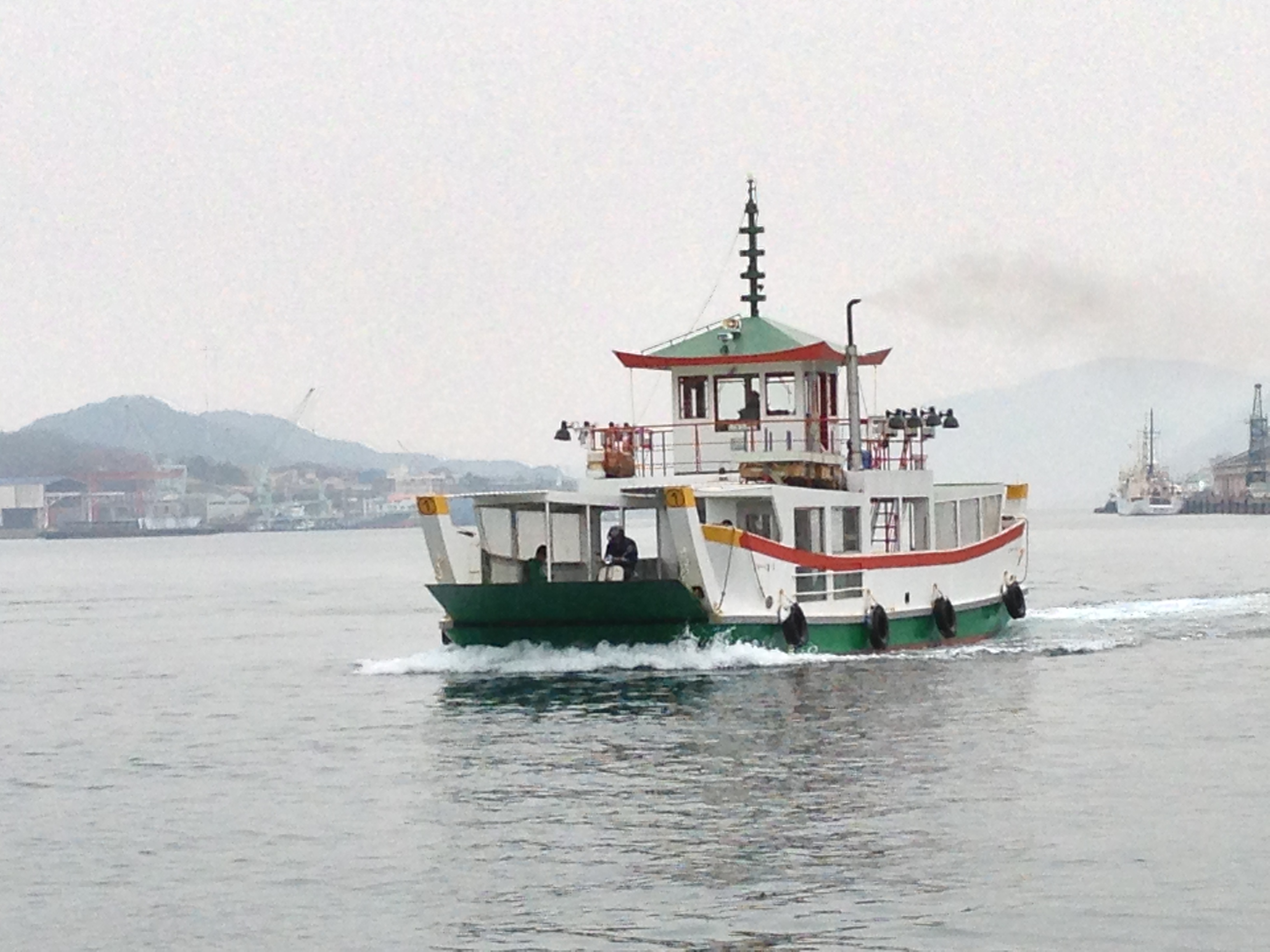
向島運航

対岸の向島、尾道市浦崎町、百島、福山市沼隈町、因島、佐木島、生口島へ就航している。
おのみち渡し船
- 駅前（尾道） - 富浜（向島）
- 土堂（尾道） - 兼吉（向島）
- 戸崎（尾道） - 歌（向島）

福本渡船
- 土堂（尾道） - 小歌島（向島） 日曜運休

備後商船
- 尾道駅前 - 戸崎（尾道市浦崎町） - 歌（向島） - 満越（尾道市浦崎町） - 福田（百島） - 常石（福山市沼隈町） 一部フェリー便

瀬戸内クルージング
- 尾道駅前 - 新浜（尾道） - 重井東（因島） - 須ノ上（佐木島） - 沢（生口島） - 瀬戸田（生口島） 1日6往復
  - 2008年10月1日から瀬戸田運航より航路を引き継いで運航。

- 尾道駅前 - 鞆（福山市 鞆の浦）
  - 3月中旬-11月下旬の土日祝に1日2往復運航

### 廃止航路
しまなみフェリー
- 尾道 - 向島（彦ノ上）

2008年4月30日に運航を終了
宮本汽船（桑田渡し）
- 尾道（山波桑田） - 向島（肥浜）

東渡し
- 尾道（尾崎浄土寺下） - 向島（向東西谷）

有井渡し
- 尾道（西御所） - 向島（有井）

向島運航
- 尾道（吉和） - 岩子島 - 向島（津部田） - 因島（大浜）

瀬戸内クルージング
- 尾道 - 土生 - 立石 - 弓削

2001年4月25日開業。生名橋開通により、2011年5月1日立石-弓削間を廃止、同年9月25日弓削までの運航を再開。2012年5月31日に廃止。

### 尾道港へのアクセス
- 尾道港（駅前） - JR尾道駅から徒歩約3分[10][11]
  - 尾道駅（山陽本線）は福山・岡山方面 / 三原方面への列車や、観光列車etSETOra、ラ・マル しまなみが停車する
  - 尾道駅前からは新尾道駅（山陽新幹線）など各方面への路線バス、高速バス、広島空港との乗合タクシーが発着している

### 関連施設
- 尾道中央ビジター桟橋

尾道市土堂2丁目にある桟橋は「おのみち海の駅」として登録されている。
- 海上保安庁第六管区海上保安本部尾道海上保安部
- 財務省神戸税関福山税関支署尾道糸崎出張所
- 農林水産省神戸植物防疫所広島支所尾道出張所
- 国土交通省中国運輸局尾道海運支局

## 糸崎港区

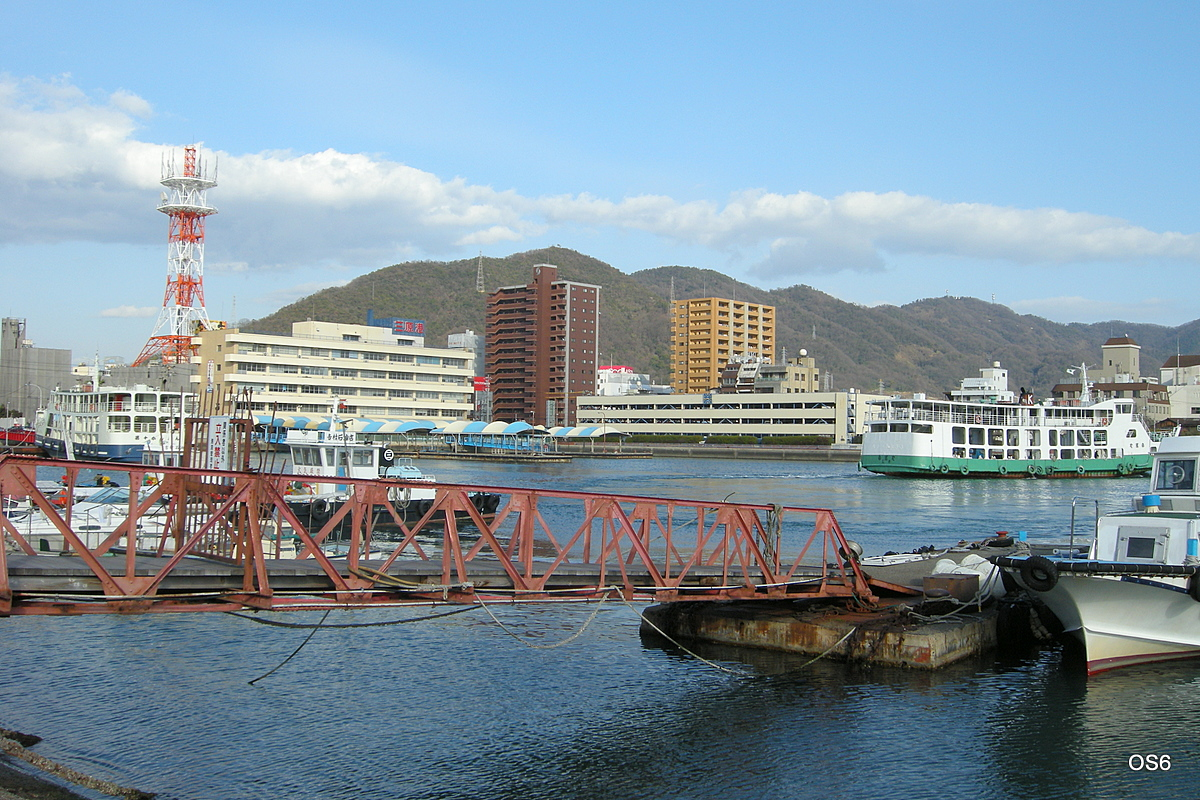
三原内港

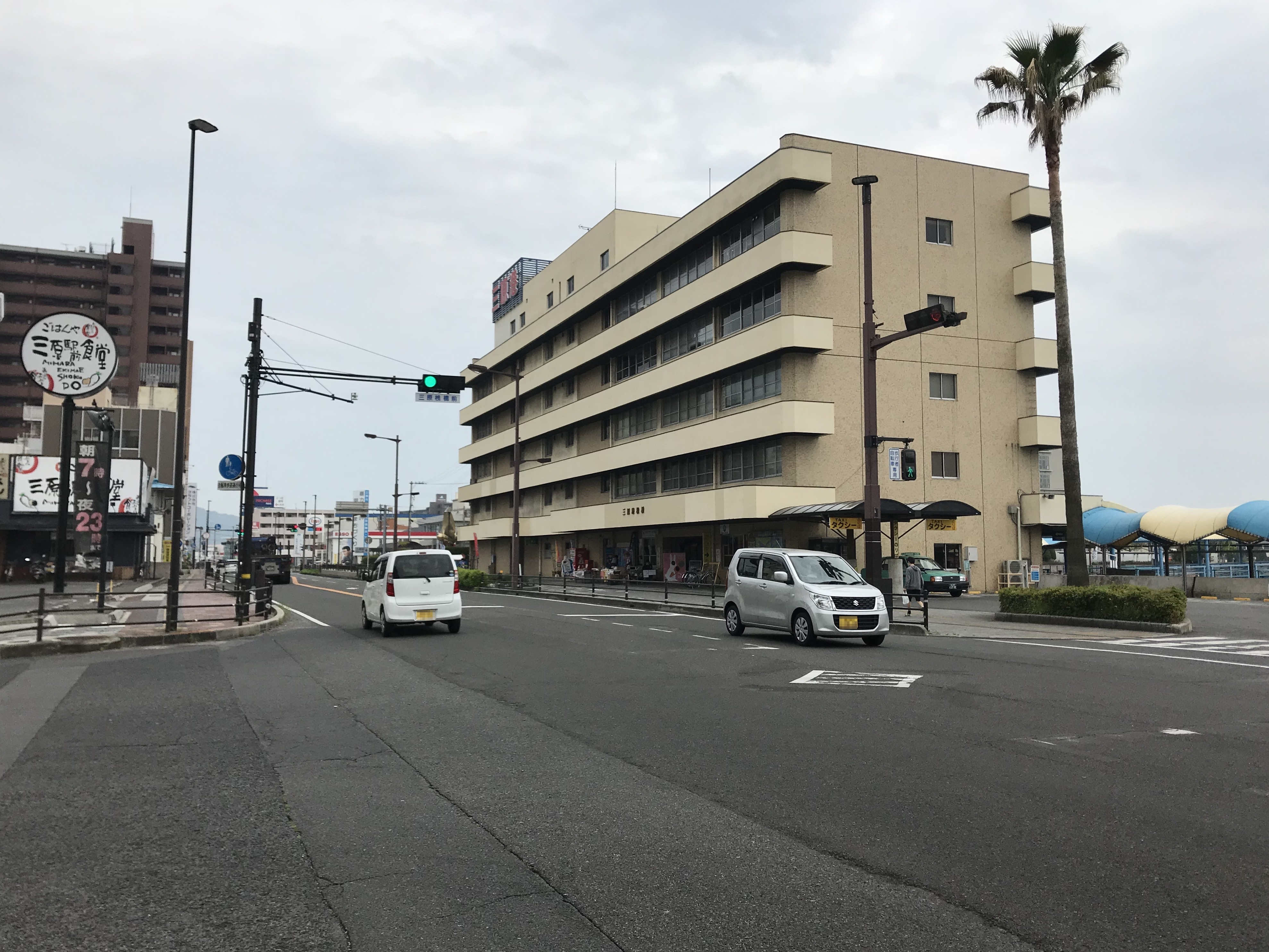
三原港湾ビル

古くから海上交通の要衝として発展し、1864年には宇都宮龍山の献策で三原浅野家浅野忠によって松浜に船だまりが築造された。1900年（明治33年）6月1日に糸崎港が関税法上の開港に指定された。1936年（昭和11年）には糸崎町・三原町他が合併して三原市発足、糸崎港と三原港が一体となった。1953年に尾道港と合併。1975年以降、三原内港地区は旅客専用港として整備された。
- 三原港

北側の三原駅とは、徒歩約10分の場所にある。尾道港同様、架橋の影響で縮小・廃止された航路もあるが、近隣の島々とのカーフェリー・旅客船が運航されている。
2015年（平成27年）11月13日にビジター桟橋と三原港湾ビルが、「みはら海の駅」として広島県内16か所目となる海の駅に認定された。
三原港一帯は、2012年7月28日にみなとオアシスの登録をしていて、三原港湾ビルを代表施設とするみなとオアシス三原として地域活性化拠点ともなっている（同一港湾内での複数登録は全国初）。

### 航路
弓場汽船
- 旅客船
  - 三原 - 生口島（沢） - 生口島（瀬戸田）

2016年11月1日、ほうらい汽船から譲渡し、運航継続。
- 高速船（ラビットライン）
  - 三原 - 須波 - 大久野島（第二桟橋）

2017年4月29日より土曜日、日曜日、祝日限定で運航を開始。
マルト汽船
- 高速船
  - 三原 - 小佐木島（小佐木） - 佐木島（向田） - 生口島（沢） - 生口島（瀬戸田）

一部の便が小佐木島と向田に寄港する。
土生商船
- 高速船
  - 三原 - 佐木島（鷺） - 因島（重井） - 因島（因島モール[15]） - 因島（土生） - 生名島（立石）

瀬戸内シーラインが運航する観光型クルーザー（事前予約制 高速船）SEA SPICA（瀬戸内しまたびライン）も発着する。

### 廃止航路
三原海陸運輸
- フェリー
  - 三原 - 佐木島（向田）

2016年8月1日廃止。
土生商船
- フェリー
  - 三原 - 佐木島（鷺） - 因島（重井）

2021年（令和3年）5月1日廃止。

### 三原港へのアクセス
鉄道
三原港（三原港フェリーターミナル）から国道185号を挟んで北へ約200メートルにJR三原駅が位置する
三原駅は山陽新幹線・山陽本線・呉線が発着し、観光列車etSETOraやラ・マル しまなみも停車する
バス
広島空港エアポートリムジン（三原リムジンバス 中国バス）が三原駅バス停と三原桟橋バス停に停車する
路線バスは三原駅バス停に芸陽バスやトモテツバスが発着している
芸陽バスの路線バスの一部は下り方向のみ三原桟橋バス停にも停車する
道路
- 国道185号 - 竹原市方面 / 糸崎方面
- 国道2号三原バイパス 中之町ランプ /  恵下谷ランプ
  - 西行き - 三原市本郷南（山陽自動車道本郷IC・広島空港方面）・東広島市方面
  - 東行き - 木原道路・尾道バイパス・尾道市方面
- 広島県道25号三原東城線 - 国道2号三原バイパス恵下谷ランプ・山陽自動車道三原久井IC・三原市久井町・世羅町方面
- 広島県道55号尾道三原線 - 国道2号三原バイパス中之町ランプ・尾道市美ノ郷町・山陽自動車道尾道IC方面
- 広島県道75号三原竹原線 - 三原市小泉町・竹原市方面
- 広島県道155号三原本郷線

## 松永港区
古くから海上交通が行われ、1600年代からは、この付近の塩田で取れた松永塩の運搬が行われた。明治中期には、下駄など木製履物の製造に用いられるアメリカ産原木の輸入が増加。1956年（昭和31年）に地方港湾の指定を受け、1964年には尾道糸崎港に編入された。
港にはアメリカ合衆国から輸入したベイマツを製材する東亜林業がある。一時はベイマツ製材で国内2位のシェアを有し、活況を呈していた時期もあったが、東亜林業は2018年（平成30年）をもって製材事業の休止を発表。輸入材を満載した船の出入りも見られなくなる。